# Powiat górowski
Powiat górowski är ett politiskt och administrativt distrikt (powiat) i sydvästra Polen, tillhörande Nedre Schlesiens vojvodskap. Befolkningen uppgick till 36 273 invånare i juni 2010. Huvudort och största stad är Góra.

## Kommunindelning
Distriktet indelas i fyra kommuner (gminy), varav två stads- och landskommuner och två landskommuner.
Stads- och landskommuner
- Góra
- Wąsosz

Landskommuner
- Jemielno
- Niechlów